# Мост Хьюи Лонга (Батон-Руж)
Мост Хьюи Лонга (англ. Huey P. Long Bridge), также известный как мост Хьюи Лонга — Оскара Аллена (англ. Huey P. Long — O. K. Allen Bridge) или Старый мост (англ. Old Bridge), — автомобильно-железнодорожный мост через реку Миссисипи, соединяющий город Батон-Руж (столицу штата Луизиана, административный центр прихода Ист-Батон-Руж) с расположенными на западном берегу реки населёнными пунктами прихода Уэст-Батон-Руж, включая город Порт-Аллен (административный центр прихода). По мосту проходят федеральное шоссе US 190 и железнодорожная ветка Kansas City Southern Railway.

## Конструкция
Мост Хьюи Лонга — консольный ферменный мост, изготовленный из стальных конструкций. Длина моста — 1792 м, общая длина вместе с подъездами — 3753 м. Основная часть моста, находящаяся над рекой, состоит из пяти пролётов длиной 149,4 м, 258,5 м, 198,1 м (центральный пролёт), 258,5 м и 149,4 м, соответственно. 
По мосту проходят четыре полосы автомобильного движения федерального шоссе US 190 (по две в каждом направлении) и одна железнодорожная колея Kansas City Southern Railway, разделяющая дорожное движение в разных направлениях. Ширина дорожного покрытия — по 8 м в каждом направлении. Высота нижней части судоходных пролётов над водой — 33,5 м.

## История
В 1930-х годах проблема строительства автомобильного моста через реку Миссисипи в районе города Батон-Руж стала весьма актуальной — попасть на другой берег можно было только на пароме, и у паромных переправ скапливались длинные очереди автомобилей. Новый мост был также необходим для железнодорожного транспорта.

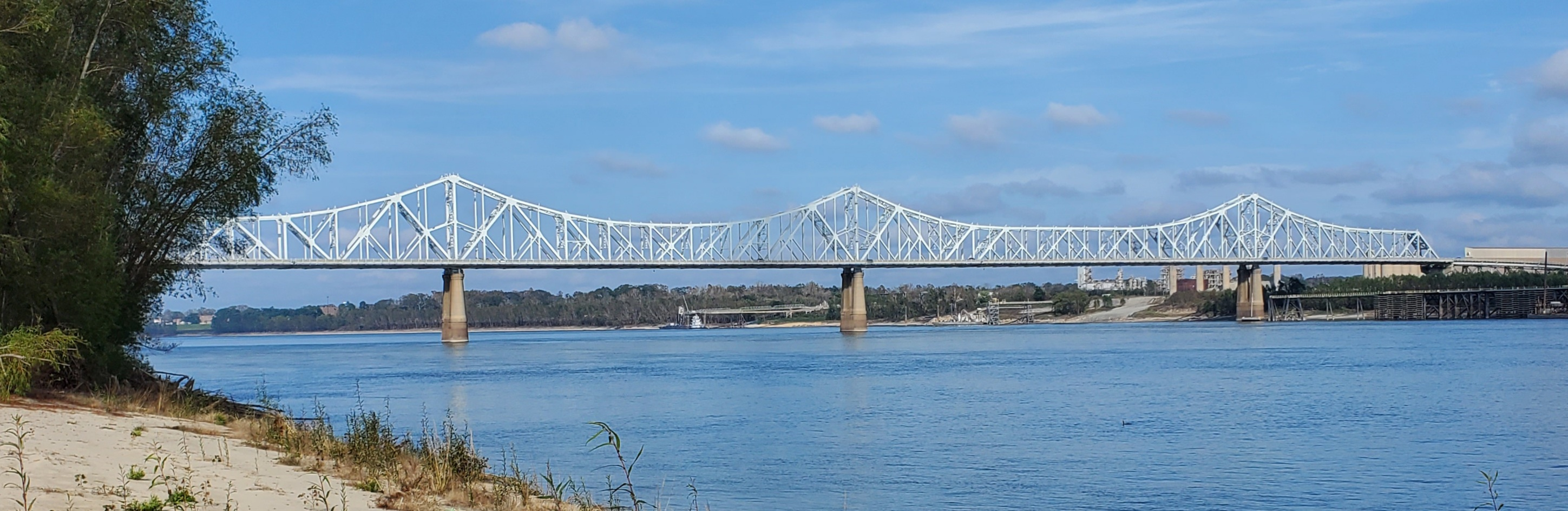
Мост Хьюи Лонга (фотография 2021 года)

В 1936 году Легислатура Луизианы выделила 5,5 миллионов долларов на строительство моста, ещё 2,5 миллионов были добавлены Бюро общественных дорог США. В июне 1936 года началась разработка дизайна моста, а его строительство началось в июле 1937 года и заняло около трёх лет. Затраты на возведение моста составили 8,4 миллионов долларов. Официальное открытие состоялось 10 августа 1940 года. 
Мосту было дано название «мост Хьюи Лонга — Оскара Аллена» (англ. Huey P. Long — O. K. Allen Bridge), в честь Хьюи Лонга — губернатора Луизианы, а затем сенатора США от Луизианы, убитого в 1935 году, и Оскара Аллена — губернатора Луизианы, скончавшегося в 1936 году. Впоследствии его стали называть мостом Хьюи Лонга, также используется название Airline Highway Bridge, поскольку Airline Highway является альтернативным названием для проходящего по нему шоссе US 190. Жители Батон-Ружа и окрестностей часто называют мост Хьюи Лонга «старым мостом», чтобы отличить его от расположенного ниже по течению «нового моста» — автомобильного моста Хораса Уилкинсона, введённого в эксплуатацию в 1968 году.
Среднее количество автомобилей, проезжающих в день по мосту Хьюи Лонга, выросло с 2400 в 1943 году до 19 263 в 1960 году. Введение в строй моста Хораса Уилкинсона помогло ограничить рост загруженности моста Хьюи Лонга: в 2008 году среднее количество автомобилей в день составляло 23 953, а в 2014 году — 19 742. 